# Aloe steudneri
Aloe steudneri ist eine Pflanzenart der Gattung der Aloen in der Unterfamilie der Affodillgewächse (Asphodeloideae). Das Artepitheton steudneri ehrt Hermann Steudner der das Typusexemplar der Art sammelte.

## Beschreibung

### Vegetative Merkmale
Aloe steudneri wächst kurz stammbildend und verzweigt von der Basis. Die etwa 25 lanzettlich verschmälerten Laubblätter bilden dichte Rosetten. Die graugrüne Blattspreite ist etwa 60 Zentimeter lang und 12 bis 15 Zentimeter breit. Die rosafarbenen Zähne am schmalen, hyalinen, rosafarbenen Blattrand sind etwa 2 Millimeter lang und stehen 10 bis 40 Millimeter voneinander entfernt.

### Blütenstände und Blüten
Der Blütenstand ist einfach oder besteht aus drei bis fünf Zweigen. Er erreicht eine Länge von 70 bis 90 Zentimeter. Die ziemlich dichten, zylindrischen Trauben sind 15 bis 18 Zentimeter lang. Die eiförmig-lanzettlichen, spitz zulaufenden Brakteen weisen eine Länge von 15 bis 20 Millimeter auf. Die tiefroten Blüten stehen an 15 bis 30 Millimeter langen Blütenstielen. Die Blüten sind 40 bis 45 Millimeter lang und an ihrer Basis gerundet. Auf Höhe des Fruchtknotens weisen die Blüten einen Durchmesser von 12 bis 14 Millimeter auf. Darüber sind sie nicht verengt. Ihre äußeren Perigonblätter sind fast nicht miteinander verwachsen. Die Staubblätter und der Griffel ragen bis zu 2 Millimeter aus der Blüte heraus.

### Genetik
Die Chromosomenzahl beträgt {\displaystyle 2n=14}.

## Systematik und Verbreitung
Aloe steudneri ist in Eritrea und Äthiopien im Semien-Gebirge zwischen Felsen in Höhen von 2825 bis 3500 Metern verbreitet.
Die Erstbeschreibung durch Georg Schweinfurth wurde 1894 veröffentlicht.

## Nachweise